# Danh sách phim điện ảnh Hàn Quốc năm 1950
Đây là danh sách phim được sản xuất tại Hàn Quốc vào năm 1950.
| Phát hành  | Tên tiếng Anh         | Tên tiếng Hàn | Đạo diễn         | Diễn viên | Thể loại      | Ghi chú |
| ---------- | --------------------- | ------------- | ---------------- | --------- | ------------- | ------- |
| 1950       |                       |               |                  |           |               |         |
| 23 tháng 1 | A Sad Story of Woman  | 여인애사      | Shin Kyeong-gyun |           | Nhạc kịch xưa | [ 1 ]   |
| 8 tháng 5  | Heungbu and Nolbu     | 놀부와 흥부   | Lee Gyeong-seon  |           | Phim lịch sử  | [ 2 ]   |
| ?          | Returning to Hometown | 귀향          | Lee Gyu-dong     |           | Phim lịch sử  | [ 3 ]   |